# نظرية جينس
تنص نظرية جينس Jeans's theorem في الفيزياء الفلكية والميكانيكا الإحصائية على أن أي حل مستقر لمعادلة بولتسمان يعتمد على إحداثيات مساحة الطور فقط من خلال تكامل الحركة ضمن الإمكانيات المُقدمة.
غالبًا ما تتم مناقشة نظرية جينس في سياق الإمكانيات التي تتميز بثلاثة تكاملات، وفي مثل هذه الإمكانيات تكون جميع المدارات منتظمة "أي غير عشوائية"، ويمكن تعميم نظرية جينس على النحو التالي:
تكون كثافة مساحة طور نظام النجوم ثابتة داخل كل منطقة متصلة بشكلٍ جيد.
المنطقة ذات الارتباط الجيد هي تلك المنطقة التي لا يمكن تقسيمها إلى منطقتين محدودتين بحيث تكون جميع المسارات في أي وقت في منطقة واحدة من بين المنطقتين، ويمكن القول إنَّ العناصر المدارية هي المعلمات المطلوبة لتحديد مسار محدد على نحو مميز وخاص، وهناك العديد من الطرق المختلفة لوصف نفس المسار رياضياً ولكنَّ هناك أنظمة معينة والتي يتألف كل منها من مجموعة ستة معلمات تكون كافية للوصف المدار وحركة الجرم الفلكي وتستخدم عادة في علم الفلك وفي الميكانيكا المدارية، ويتغير المسار الحقيقي وعناصره بمرور الوقت بسبب اضطرابات الجاذبية بواسطة تأثير الأجسام الأخرى.